# Magny-le-Désert
Magny-le-Désert é uma comuna francesa na região administrativa da Normandia, no departamento Orne. Estende-se por uma área de 33,61 km². Em 2010 a comuna tinha 1 443 habitantes (densidade: 42,9 hab./km²).